# Ekipa wyrzutków
Ekipa wyrzutków – amerykański thriller z 1999 roku oparty na serialu telewizyjnym z lat 1968-73.

## Główne role
- Claire Danes - Julie
- Giovanni Ribisi - Pete
- Omar Epps - Linc
- Dennis Farina - Greer
- Josh Brolin - Billy
- Steve Harris - Briggs
- Richard Jenkins - Mothershed
- Larry Brandenburg - Eckford
- Lionel Mark Smith - Lanier
- Sam McMurray - Tricky
- Michael O’Neill - Greene
- Bodhi Elfman - Gilbert
- Holmes Osborne - Pan Cochrane
- Dey Young - Pani Cochrane
- Toby Huss - Red
- Michael Lerner - Howard
- Monet Mazur - Sally, dziewczyna Howarda
- Mariah O’Brien - Tiffany
- Jason Maves - Kirk
- Casey Verst - Kevin
- Ricky Lesser - Kris

## Fabuła
Julie Barnes, Pete Cochran i Lincoln Hayes siedzą w więzieniu za drobne wykroczenia. Szanse na przedterminowe zwolnienie są żadne. Aż pojawia się kapitan Greer i składa im propozycję i to z grupy: nie do odrzucenia. Zostaną wypuszczeni pod warunkiem, że podejmą z nim współpracę jako tajniacy. Cała trójka zgadza się na ofertę. Ich zadanie polega na obserwacji pewnego klubu w Los Angeles, gdzie jest podejrzenie o handel narkotykami. Proponują pomoc dwójce doświadczonych policjantów, ale ci odrzucają ofertę. Prowadzą działania na własną rękę. Wszystko przebiega dobrze do momentu, gdy zdobyte narkotyki zostają skradzione, a kapitan Greer zostaje zamordowany. Wyrzutki muszą wyjaśnić sprawę i oczyścić swoje imię.

## Nagrody i nominacje
Złota Malina 1999
- Najgorszy scenariusz - Stephen T. Kay, Scott Silver, Kate Lanier (nominacja)